# Kartuzy
Kartuzy [karˈtuzɨ] (deutsch Karthaus, früher Carthaus; niederdeutsch Karthus; kaschubisch Kartuzë) ist eine Kleinstadt im Powiat Kartuski der polnischen Woiwodschaft Pommern. Sie ist Sitz des Powiat und der Stadt-und-Land-Gemeinde Kartuzy.

## Geographische Lage

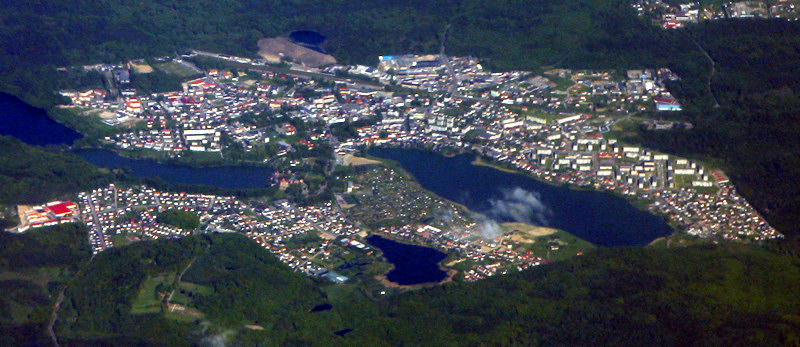
Luftbildaufnahme des Stadtgebiets

Die Stadt liegt in der historischen Landschaft Pommerellen, in der Kaschubischen Schweiz, etwa 32 Kilometer westlich von Danzig.
Das Plateau von Karthaus umfasst den höchsten Teil der Baltischen Seenplatte. Es erreicht durchschnittlich eine Höhe von 200 Metern über dem Meeresspiegel und wird durch den Radaunesee geteilt. Westlich davon befinden sich die höchsten Punkte des Quellgebiets der Flüsse Łeba (Leba), Bukowina (Buckowin) und Słupia (Stolpe) mit bis zu 271 Metern. Südlich davon erreicht der Wieżyca (Turmberg) 331 Meter Höhe.

## Geschichte

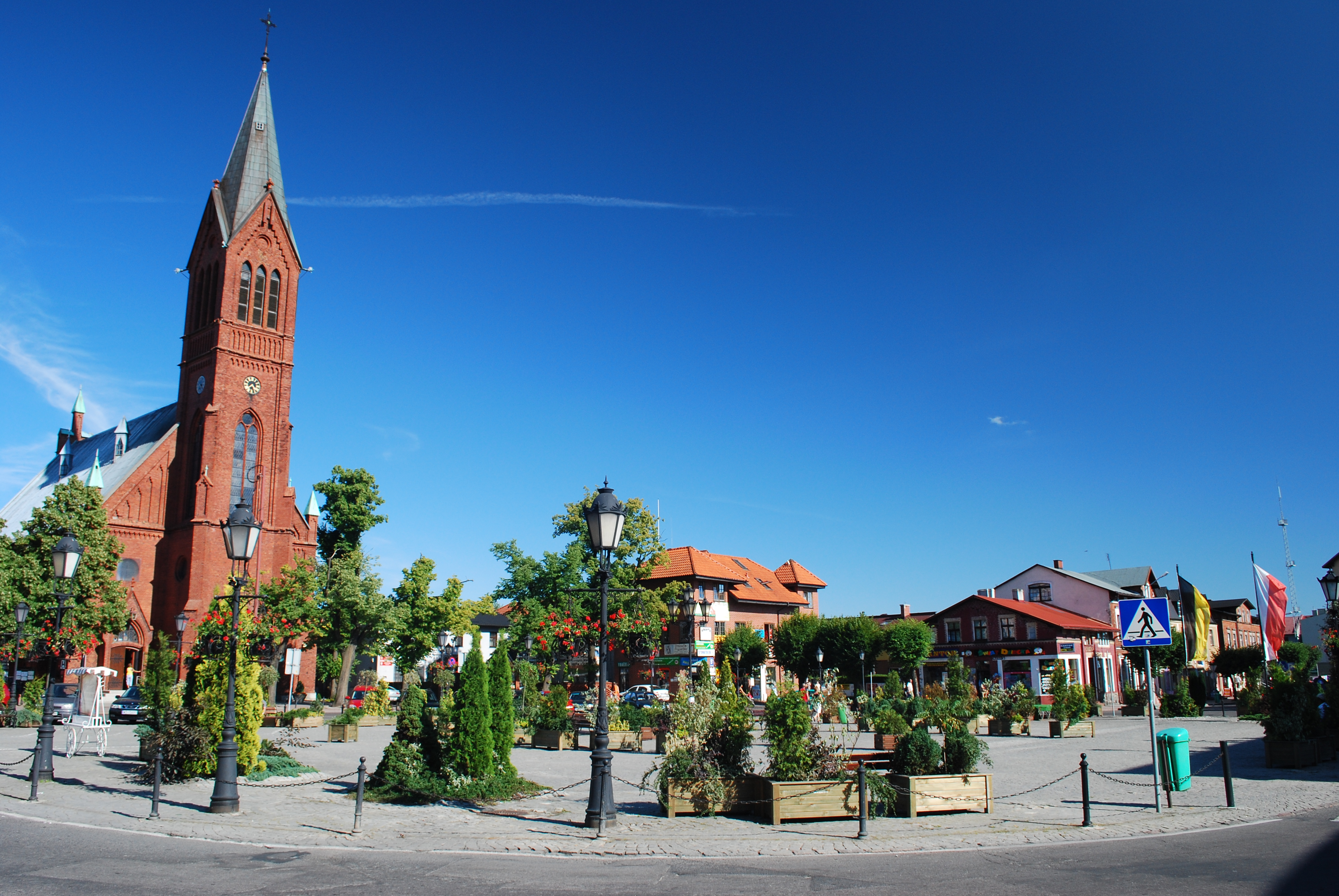
Marktplatz von Karthaus mit der ehemaligen Luther-Kirche

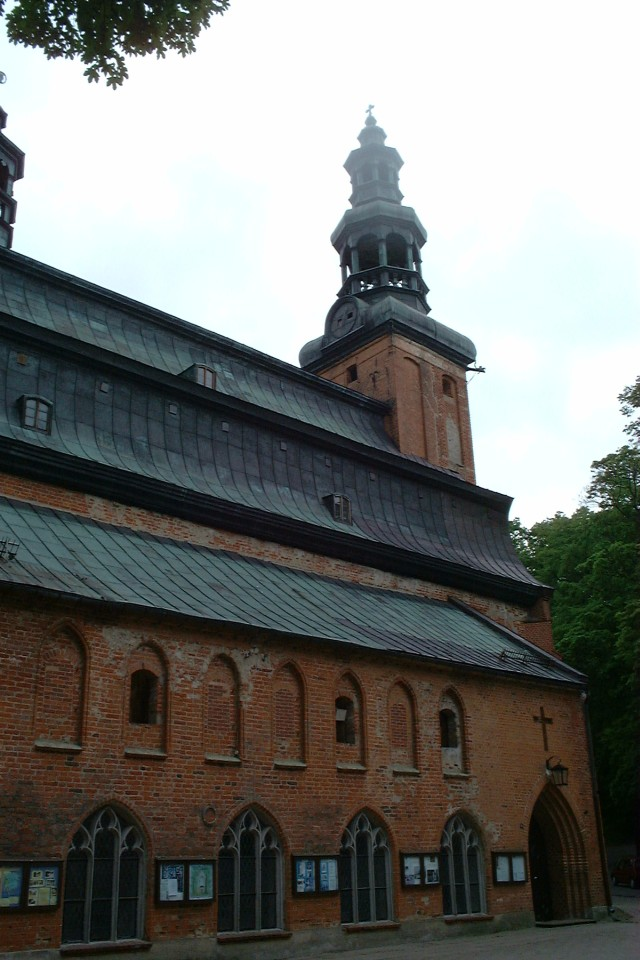
Kartäuserstiftskirche. Das Dach hat die Form eines Sarges

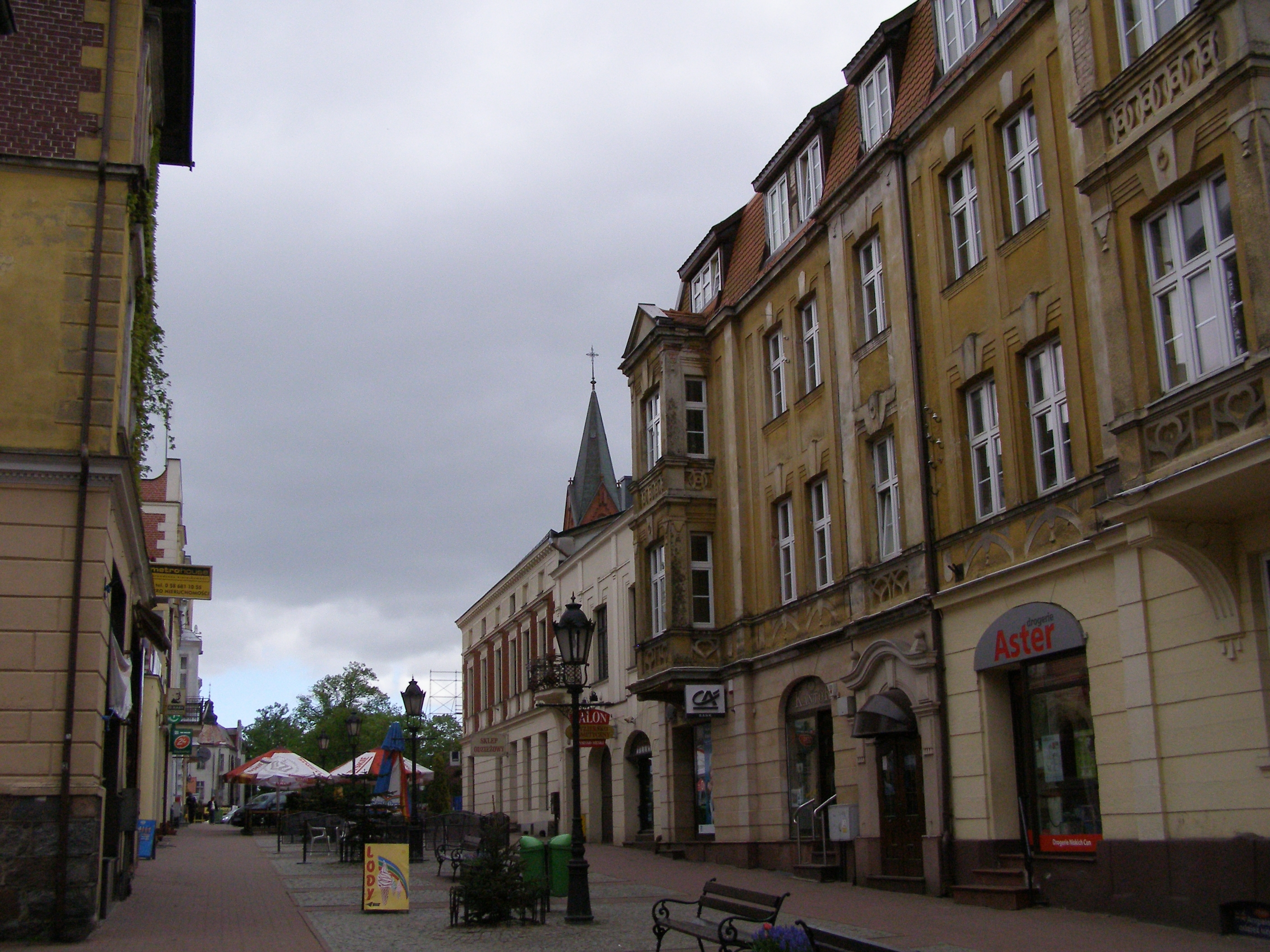
Straßenzug

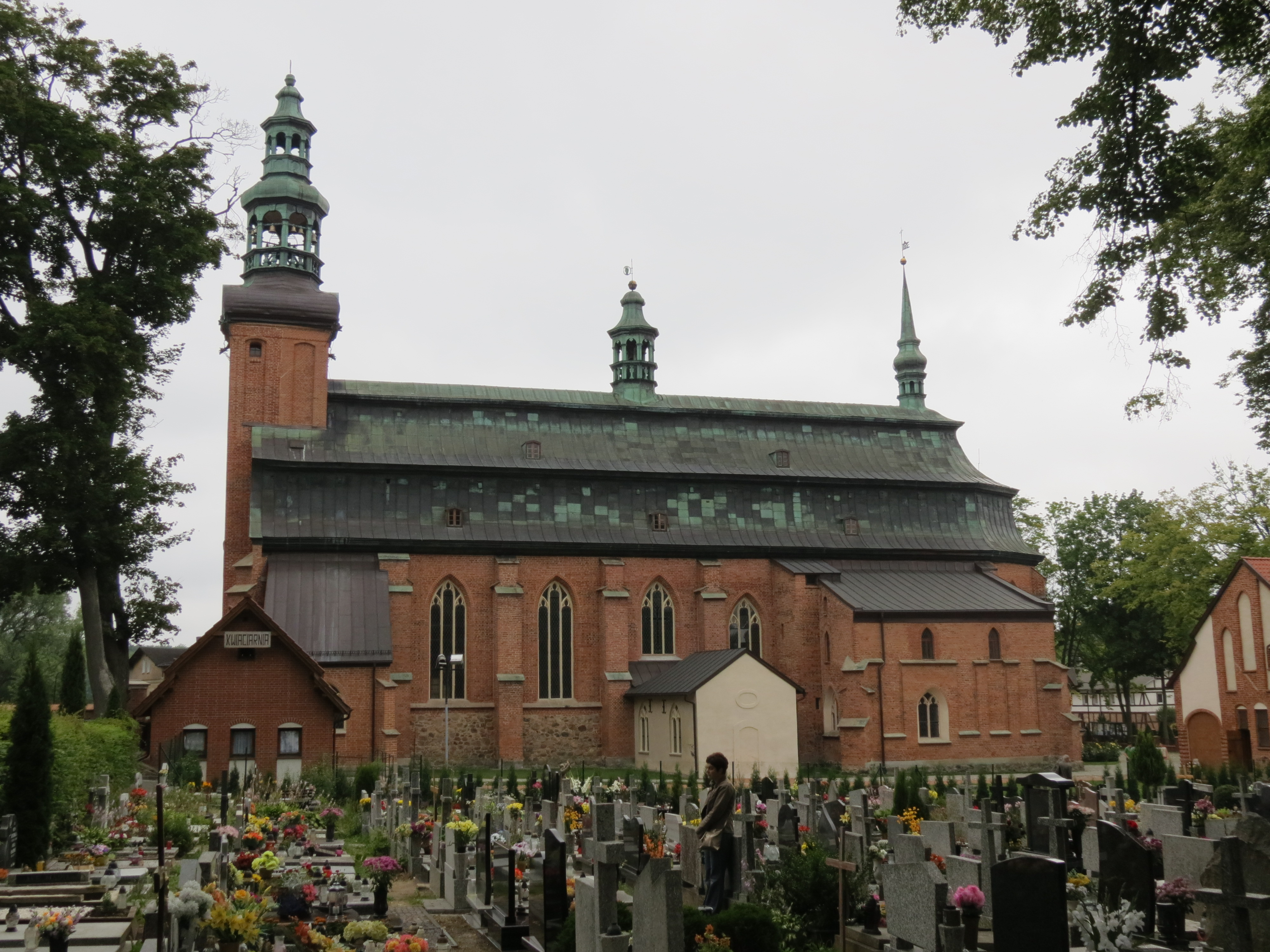
Stiftskirche, vom angrenzenden Friedhof aus gesehen

Die Stadt liegt in Pomerellen. Von 1308 bis 1466 gehörte Pomerellen zum Deutschordensland Preußen und kam dann bei der Zweiteilung Preußens zum westlichen Teil, später auch als autonomes Polnisch-Preußen bekannt,  das sich freiwillig unter den Schutz der polnischen Krone begeben hatte.
Früher wurde der Ortsnamen Carthaus geschrieben, ungefähr ab 1860 die Schreibweise Karthaus eingeführt. Die Stadt gilt als Hauptstadt der Kaschubei und ist ein Zentrum der Kultur der Kaschuben.

### Anfänge als geistliches Kloster
1380/81 stiftete der Adlige Johannes von Russoschin (Russoczin) nördlich des Turmberges eine Niederlassung  des Kartäuserordens, genannt „Marienparadies“. Die ersten Mönche
kamen 1380 aus Böhmen/Prag nach Kaschubien.
Der Deutsche Ritter-Orden bedachte das Kloster mit umfangreichen Zuwendungen  und erweiterte dessen Besitz beträchtlich. Er befreite die Klosterdörfer von fast allen Abgaben und Diensten, die ihm als Landesherrn zu leisten waren.
In den umliegenden Wäldern wurde bis ins 19. Jahrhundert hinein Torf gestochen. Auf den Rodungen rund um das Kloster wurden evangelische Siedler aus Pommern angesetzt. Durch Karthaus verlief auch eine Marien-Wallfahrtsroute von Neustadt in Westpreußen nach Berent als Teil des europäischen Jakobsweges. 1418 wird ein Gasthaus in Karthaus erwähnt. Nach diesem Krug hat der Krugsee (Jezioro Karczemne) seinen Namen. Der nördlichere der beiden Seen, an welchem das Klostergelände direkt anliegt, heißt Klostersee (Jezioro Klasztorne). Um diesen Krug herum entwickelte sich östlich des Sees ein kleines Bauerndorf, ein sogenanntes Vorwerk.
Während der Reformationszeit wurde das Kloster arg in Mitleidenschaft gezogen, und die Zahl der Mönche sank auf vier.
Bei Ausgrabungen hat man einige Tunnel unter dem Kloster entdeckt. Deren Zweck und Ausmaß werden noch untersucht. Man vermutet, dass die Tunnel aus der Zeit der Nordischen Kriege stammen (siehe Weblinks).
Auf dem „Spitzberg“, westlich des Klosters, gab es vermutlich aus vorchristlichen Zeiten eine heidnische Kultstätte. Nachgewiesen seit 1655 existiert dort die Kapelle „Heilig Kreuz“. Diese verfiel zwischenzeitlich. Um 1900 stand nur noch der Turm, neben den man eine hölzerne Aussichtsplattform baute, die man spätestens seit 1920 Belvedere nannte. 1989 wurde die Kapelle wiedererrichtet. Von den unter dem Kloster entdeckten Tunneln vermutet man, dass sie zur Kapelle auf dem Spitzberg führten.

### Karthaus als weltliche Siedlung
Durch die Erste Teilung Polen-Litauens 1772 wurde das westliche Preußen mit dem Gebiet von Danzig unter Friedrich II. von Preußen mit dem östlichen Teil des Königreichs Preußen vereinigt. Von da an gehörte Karthaus zum Königreich Preußen. Im Jahr 1785 wurde Carthaus als ein königliches Vorwerk und Dorf mit Sitz des Domänenamts und insgesamt 28 Feuerstellen (Haushaltungen) bezeichnet. Um 1789 umfasste der Amtsbezirk Karthaus 74 Dörfer mit 721 Feuerstellen; der Sitz des Domänenamts befand sich auf dem Vorwerk Groß Czapielken. Um 1790 existierte bereits die Seestraße (poln. heute ulica Jezioro).
Im gesamten näheren Umland gab es zunächst noch keinen Ort, den man von der Bevölkerungsgröße her als Stadt hätte bezeichnen können. Bei der Verwaltungsreform 1818 wurde das Gärtnerdorf Karthaus zum Hauptort des dünn besiedelten Landkreises und zum Sitz des Landrats bestimmt.
In einem 1810 von König Friedrich Wilhelm III. verfügten Säkularisationsedikt wurde die Aufhebung aller Klöster in Preußen angeordnet. Das Kloster Karthaus und sein Grundbesitz wurden aber erst 1823 vom Staat beschlagnahmt. Damals begann die Geschichte von Karthaus als weltliche Siedlung. Eine Zeitlang diente das Kloster noch als Emeritenanstalt für ältere katholische Geistliche. Später wurden Teile der Katen, in denen die Mönche gelebt hatten, abgerissen. In den darauf folgenden Jahren waren Klostergebäude und Inventar dann dem Verfall preisgegeben.
1841 wurden viele Parzellen rund um das Vorwerk des Klosters zum Verkauf freigegeben, und bald darauf (1842/1844) kam es zu tumultartigen Zusammenstößen zwischen den zuziehenden evangelischen Deutschen und den angesessenen katholischen Kaschuben, als das Refektorium des vormals katholischen Klosters zu einem evangelischen Andachtsraum umgewidmet werden sollte. Aus Danzig kamen schließlich die Schwarzen Husaren, die Leibgarde der preußischen Könige, um für Ruhe zu sorgen.
Um die Mitte des 19. Jahrhunderts war Karthaus noch ein kleiner Marktflecken, der um 1848 insgesamt 817 Einwohner zählte. 1851 besuchte König Friedrich Wilhelm IV. den Ort, daran erinnert heute noch ein Denkmal. 1853 überschritt die Einwohnerzahl bereits der 1000er-Marke. Erst ab 1856 gab es eine selbständige evangelisch-unierte Kirchgemeinde mit eigenem Pfarrer in Karthaus, allerdings noch ohne eigene Kirche.
Im Jahr 1862 wurde Karthaus vom Verwaltungsstatus her selbständige Landgemeinde. Es bestanden zu dieser Zeit bereits zwei Schulen, das Kreisgericht, das Landratsamt, ein Armenhaus und eine Feuerwehr. Seit ungefähr 1865 gab es in Karthaus auch eine Synagoge, gelegen am Brunoplatz, dem zentralen Marktplatz der Stadt. Diese Synagoge wurde 1939 zerstört und der jüdische Friedhof eingeebnet. Heute befindet sich auf dem Gelände eine Bankfiliale. Juden waren seit etwa 1820 in Karthaus ansässig, Ende des 19. Jahrhunderts lebten um die 140 Juden im Ort, 1931 waren es noch knapp 40.
Die evangelische deutsche Kirchgemeinde erbaute, ebenfalls am Brunoplatz, ab 1883 eine Kirche im neugotischen Stil. Man benannte sie „Martin-Luther-Kirche“ anlässlich des vierhundertsten Geburtstags des Reformators. Sie soll im Jahr 1887 eingeweiht worden sein. Heute ist sie ein katholisches Gotteshaus und seit 1983 dem heiligen Kasimir geweiht.
1894 erhielt Karthaus Eisenbahnanschluss an die Eisenbahnlinie Praust-Lauenburg der Preußischen Staatsbahn. Zu dieser Zeit bestand auch bereits die Klosterbrauerei Karthaus. 1903 erhielt die Stadt ein Wasserleitungsnetz, für dessen Speisung auf dem nahgelegenen Hafkeberg ein Hochreservoir erbaut wurde. 1910 wurde ein Wasserkraftwerk an den Radauneseen in Betrieb genommen. Im Folgejahr wurden Karthaus und das Umland elektrifiziert.
Um die Jahrhundertwende war der Tourismus ein bedeutender Wirtschaftszweig in Karthaus. Es gab viele Gaststätten und Hotels für Feriengäste aus dem Deutschen Reich. Es gab sogar Briefköpfe mit der inoffiziellen Bezeichnung „klimatischer Luftkurort Karthaus“.

### Kartuzy von 1920 bis 1939
Vor 1920 gehörte Karthaus zum Landkreis Karthaus im Regierungsbezirk Danzig der Provinz Westpreußen des Deutschen Reichs.
Nach dem Ersten Weltkrieg wurde der Kreis Karthaus durch den Versailler Vertrag 1920 als Teil des Polnischen Korridors ohne Volksabstimmung an Polen abgetreten. Am 8. Februar 1920 traf der polnische General Józef Haller in Karthaus ein, der die Übergabe des Polnischen Korridors überwachte. Haller und seinem Kavallerie-Regiment wurde vom polnischen Teil der Bevölkerung ein stürmischer Empfang bereitet. Der Anwalt Emil Sobiecki wurde erster polnischer Bürgermeister.
Mit der polnischen Übernahme der Verwaltung hieß die Stadt erstmals offiziell Kartuzy. Da in der Provinz Posen die Westpolnische Bank die Mark als Währung ausgeben wollte, die Zentralbank in Warschau hingegen die Polnische Mark, gab es in Karthaus zunächst ein lokales Notgeld. Wie in Deutschland kam es in Polen ab 1921 zu einer Hyperinflation. 1924 wurde der goldgedeckte Złoty eingeführt. Am 16. Oktober 1922 wurde in Kartuzy erstmals die polnischsprachige Zeitung Gazeta Kartuska herausgegeben.
Viele junge Kaschuben und Polen wurden für den Polnisch-Sowjetischen und den Polnisch-Ukrainischen Krieg eingezogen. Durch die polnischen Behörden kam es vereinzelt zu Verwaltungsmaßnahmen gegen missliebige öffentliche Personen der deutschen Bevölkerung. Im Juli wurde der evangelische Pfarrverweser Weber aus Hoppendorf (pl. Hopowo) verhaftet, weil er angeblich Bolschewist war.
Viele Deutsche verließen Karthaus. 1910 hatten von den ca. 70.000 Einwohnern des Kreises Karthaus 27,8 % angegeben, Deutsche zu sein, 1921 nur noch 7,8 %. Zuerst wanderten Beamte und Lehrer ab, später auch andere Berufsgruppen wie Kaufleute und Handwerker. Zumeist blieben nur deutsche Gutsbesitzer und Bauern. Nach einer Landreform 1925 verschlechterte sich auch für sie die Lage. Es kam dabei auch zu Enteignungen.
Ab 1926 gab es ersten öffentlichen Nahverkehr, eine Buslinie verkehrte auf der Route Danzig-Zuckau-Karthaus. Ab 1936 kamen weitere Verbindungen hinzu. Karthaus lag an der strategisch wichtigen „französischen Kohlenbahn“. Diese wichtige Eisenbahnstrecke verband das Oberschlesische Kohlenrevier mit dem Hochseehafen Gdingen.

### Karthaus von 1939 bis 1945
Durch den Überfall auf Polen 1939 wurde Polen von deutschen Truppen besetzt, das Territorium des Polnischen Korridors wurde völkerrechtswidrig an das Reichsgebiet angegliedert. In Karthaus war der Geschützlärm aus Danzig zu hören. Gegen 8 Uhr morgens passierte ein erster deutscher Spähtrupp aus Danzig die Dörfer der Staatsgrenze. Am vierten Kriegstag traf die Wehrmacht aus Richtung Bütow ein. Das 322. Infanterie-Regiment erreichte am 3. September den Radaunensee und am nächsten Abend wurde Karthaus erreicht. Die deutsche Bevölkerung begrüßte die Wehrmacht als Befreier, alle Juden wurden deportiert, viele Polen ins Generalgouvernement abgeschoben. Kurz nach dem deutschen Einmarsch werden auf dem Brunoplatz Aufnahmen für die Deutsche Wochenschau gemacht.
Der Landkreis Karthaus wurde dem Reichsgau Danzig-Westpreußen zugeordnet, zu dem die Stadt bis 1945 gehörte.
Zwischen September und November 1939 kam es zu Massakern durch die SS und den Volksdeutschen Selbstschutz, unter anderem auch bei Karthaus. Im Wald bei Kaliska, drei Kilometer nordöstlich des Stadtkerns von Karthaus, sollen bis zu 200 Menschen ermordet worden sein. Am 27. Oktober 1939 wurden durch das für den 'Militärbezirk Westpreußen' zuständige „SS-Einsatzkommando 16“ ca. 75 Personen, darunter der kaschubische Pfarrer des Dorfes Kelpin und zehn weitere Geistliche, hingerichtet. Für einen der getöteten Pfarrer läuft ein Seligsprechungsverfahren durch die katholische Kirche. Auch in den nahen Dörfern Gribno, Eggertshütte und Kobissau soll es Erschießungen gegeben haben. Als Antwort auf diese Gräueltaten formierte sich im Dezember 1939 in den umliegenden Wäldern der Kaschubei die erste kaschubische Partisanengruppe Gryf Kaszubski. Es bildeten sich noch weitere Partisanengruppen, unter anderem südlich von Karthaus in der Tucheler Heide.
Viele Angehörige der polnisch-kaschubischen Intelligenz des Kreises Karthaus wurden darüber hinaus beim Massaker von Piaśnica (nahe Putzig) umgebracht. Auch polnische Handwerksbetriebe wurden bald von Deutschen übernommen und die Eigentümer ins Generalgouvernement gebracht. Bleiben konnten zunächst noch die Polen, die in der Landwirtschaft unabkömmlich waren. Die nationalsozialistische Politik gegenüber den Kaschuben war hingegen nicht so extrem wie gegenüber den Polen. Die Kaschuben wurden in die Volksliste III aufgenommen. Im Zuge dieser „Zwangsgermanisierung“ konnten Kaschuben nun auch in die Wehrmacht eingezogen werden, was sie nach Kriegsende in den Augen der Polen und Russen wiederum zu deutschen Kollaborateuren machte.
Gegen Ende des Zweiten Weltkriegs wurde im Zuge der „Schlacht um Ostpommern“ am 6. März 1945 das 60 km südwestlich von Karthaus gelegene Bütow von der Wehrmacht aufgegeben. Sie zog sich auf eine Verteidigungslinie vor Neustadt in Westpreußen und Karthaus zurück. Am 7. März drangen die Truppen der sowjetischen 2. Weißrussischen Front das erste Mal in den Kreis Karthaus ein. Am 10. März erreichten sie von Süden kommend die Stadt. Während der Kämpfe um Karthaus sollen etwa 320 Soldaten der Roten Armee gefallen sein.
Die deutsche Bevölkerung begann in den ersten Märztagen mit der Flucht nach Danzig. Am 10. März 1945 besetzte die Rote Armee die Stadt. Nur eine kleine Minderheit war in der Stadt verblieben. Im ganzen Kreis Karthaus lebten nach einer Zählung vom 1. November 1945 noch 1212 Deutsche. Der Militärbefehlshaber für Kartuzy war 1945 der sowjetische Oberst Popov. Soweit die Deutschen nicht geflohen waren, wurden sie in der darauf folgenden Zeit vertrieben.
Durch die sowjetische Militärverwaltung wurden in den Nachkriegsjahren vorhandene Industrieanlagen und Eisenbahngleise demontiert und abtransportiert. Der evangelische Friedhof wurde eingeebnet und war im Jahr 1977 nicht mehr vorhanden.

### Demographie
Bei der Übernahme der Verwaltung durch Preußen wurde 1772 das sogenannte Kontributionskataster angelegt. Danach lag die Bevölkerung des gesamten Landkreises Karthaus bei rund 10.500 Personen.
| Jahr | Einwohner | Anmerkungen |
| ---- | --------- | --- |
| 1773 | 0 157     | [ 10 ] |
| 1829 | 0324      | [ 10 ] |
| 1836 | 0500      | in dreißig Privathäusern |
| 1848 | 0817      | davon 511 Katholiken, 273 Evangelische und 33 Juden |
| 1852 | 0901      | [ 13 ] |
| 1869 | 1765      | [ 2 ] |
| 1875 | 1975      | [ 14 ] |
| 1880 | 2179      | [ 14 ] |
| 1890 | 2351      | [ 14 ] |
| 1900 | 2642      | [ 1 ] |
| 1910 | 3699      | am 1. Dezember, davon 1201 Evangelische, 1378 Katholiken, 90 Juden, 14 Sonstige (1937 mit deutscher, 1696 mit kaschubischer und 50 mit polnischer Muttersprache) |
| 1921 | 3800      | darunter 450 Evangelische |
| 1943 | 6024      | [ 2 ] |

| Jahr      | 1960 | 1970   | 1980   | 1998   | 2010   |
| --------- | ---- | ------ | ------ | ------ | ------ |
| Einwohner | 7900 | 10.600 | 12.000 | 16.100 | 15.200 |

Bei der Volkszählung von 1910 wurde anhand der Sprache auch die Ethnizität erfasst:
In Westpreußen stellten die Kaschuben nur 4,6 % der Bevölkerung, Karthaus war dagegen der Landkreis mit dem höchsten Anteil (71 %) kaschubischer Bevölkerung in Westpreußen. Die Deutschen waren mit 28 % in der Minderheit, bildeten aber die obere Gesellschaftsschicht. Der Anteil der Polen betrug nur 0,8 %. Großgrundbesitz teilten sich Kaschuben und Deutsche, das weitere Land war meist kaschubischer Kleinbesitz. Die Deutschen konzentrierten sich in den kleineren Landstädtchen. In der Stadt Karthaus stellten die Deutschen, einer Zählung von 1905 nach, die Mehrheit mit 58 %.
Der deutsche Bevölkerungsanteil sank nach 1920 und 1945 stark. Zurück blieb nur eine geringe Zahl vor allem älterer deutscher Personen. Bis heute leben Deutsche und deren Nachkommen in Karthaus.

## Wappen
Das heutige Stadtwappen stammt aus dem Jahr 1923 und entspricht dem Entwurf des kaschubischen Schriftstellers Aleksander Majkowski. Damals erhielt Karthaus unter polnischer Verwaltung Stadtrechte und ein Wettbewerb für ein Wappen wurde ausgeschrieben. Die sieben Sterne sind das Symbol des Kartäuser-Ordens. Sie stehen des Weiteren für die ersten sieben Mönche, welche der Legende nach, Karthaus gründeten. Die blaue Farbe des Schildes symbolisiert die Ostsee, und die Kaschubei, welche man aufgrund der vielen Seen früher auch 'das blaue Ländchen' nannte. Der Greif ist das Symbol der Kaschuben bzw. Pommern.
Bereits 1907 bemühte man sich vergeblich um die Verleihung des Stadtrechtes durch die Regierungsstellen in Danzig. Für diesen Fall existierte bereits ein Wappenentwurf: Der gespaltene Wappenschild zeigte heraldisch links das schwarzweiße Kreuz des Deutschritterordens. Auf der anderen Schildseite sieben silberne Sterne auf blauem Grund.
Auf den Geldscheinen des lokalen Notgeldes aus der Zeit nach dem Ersten Weltkrieg findet man ein weiteres „inoffizielles“ Wappen. Es gleicht dem deutschen Wappenentwurf, zeigt aber anstelle des Ordenskreuzes eine bildliche Darstellung der heiligen Jungfrau Maria.
Von 1941 bis 1945 wurde von den Deutschen Behörden ein anderes Wappen verwendet. Es zeigt in blau einen rot bewehrten und rot bezungten goldenen Greif, der in rechten Vorderpranke einen roten Turm hält. Der Greif schreitet auf grünem Boden, über ihm die sieben Sterne der Karthäuser.

## Sport und Kultur
Im Jahr 1923 wurde von zwei Brüdern der erste Karthauser Fußballverein 'Cartusia Kartuzy' gegründet. Seine Farben sind: Blau, Weiß und Schwarz.
Tatsächlich gab es bereits vor dem Jahr 1913 einen Fußballverein in Karthaus, daneben auch einen Tennisverein und einen Turnverein. Auch bestand zu dieser Zeit bereits ein ‚Stadt-Verschönerungs-Verein‘ und ein ‚Verein für kaschubische Volkskunst‘ (initiiert von Friedrich Lorentz, dem Autor des Großen Kaschubischen Wörterbuchs).

## Sehenswürdigkeiten und Denkmäler
Das einzige Museum der Stadt ist das kaschubische Museum mit Sammlungen zur Geschichte und Folklore der Kaschuben. Es befindet sich seit 1947 in einer alten, ehemals deutschen Villa.
Das Wahrzeichen der Stadt ist die alte Klosterkirche „Marienparadies“ aus dem vierzehnten Jahrhundert mit dem sargdeckelförmigen Kupferdach. Daneben die anderen erhaltenen Teile des Klosters:
- die Eremitenanstalt und das Klosterrefektorium
- eine Marien-Statue aus Sandstein aus dem Jahr 1750
- Die ehemalige Luther-Kirche aus dem Jahr 1887
- das Postgebäude aus dem Jahr 1890 im Stil des niederländischen Manierismus, (Ul. Parkowej).

Daneben gibt es zahlreiche denkmalgeschützte Verwaltungsgebäude und Wohnhäuser aus der Zeit von 1860 bis 1930.

## Söhne und Töchter der Stadt
- Wilhelm Ehlers (1891–1952), Schriftsteller und Journalist
- Martin Schneider (1892–1967), Politiker, Abgeordneter des Hessischen Landtags
- Gertrude Kluge, deutsche Schriftstellerin
- Hans Tonn (* 1901), Ingenieur und ordentlicher Professor für Maschinen und Energiewirtschaft der Landwirtschaftlichen Technologie an der TU Berlin
- Lotte Bingmann-Droese (1902–1963), deutsche Malerin
- Elzbieta Pintus, jüdische Autobiografin des Zweiten Weltkrieges
- Jan Rompski (* 1913), kaschubischer Schriftsteller, Dichter und Volkskundler
- Wiesław Litewski (1933–2004), polnischer Rechtswissenschaftler, Rechtshistoriker und Hochschullehrer
- Edmund Kaminski (* 1934), kaschubischer Fotograf und Volkskundler
- Joachim Poeschke (* 1945), deutscher Kunsthistoriker
- Zenon Kitowski (* 1962), polnischer Klarinetten-Virtuose
- Andrzej Wroński (* 1965), polnischer Ringer
- Witold Stankowski (* 1966), polnischer Historiker
- Arkadiusz Okroj (* 1967), Bischof von Thorn
- Wojciech Kasperski (* 1981), polnischer Filmproduzent und Drehbuchautor
- Kamil Krieger (* 1987), Handballspieler
- Angelika Cichocka (* 1988), Leichtathletin

## Ehrenbürger
- Wolfgang Nolte (seit 2015), Bürgermeister der Stadt Duderstadt

## Städtepartnerschaften
- Caissargues, Frankreich (1990)
- Duderstadt, Deutschland (1995)

## Verkehr
Seit 1886 bzw. 1905 bis 1994 bzw. 2000 bestand in Kartuzy Anschluss an die Bahnstrecke Pruszcz Gdański–Łeba, die aus Rentabilitätsgründen geschlossen werden musste. Am 24. März 2002 jedoch nahm man den Güterverkehr auf dem Teilstück Kartuzy–Stara Piła (Altemühle) wieder auf. Es besteht von hier auch eine Verbindung nach Gdańsk Wrzeszcz (Danzig-Langfuhr). Seit 1. Oktober 2015 besteht wieder regelmäßiger Personennahverkehr nach Kartuzy. Der Ort Kiełpino in der Gemeinde hat einen Haltepunkt an der Bahnstrecke Nowa Wieś Wielka–Gdynia.

## Gmina Kartuzy
Die Stadt-und-Land-Gemeinde Kartuzy hat eine Fläche von 205 Quadratkilometern und 33.619 Einwohner (2016).